# Vivinus

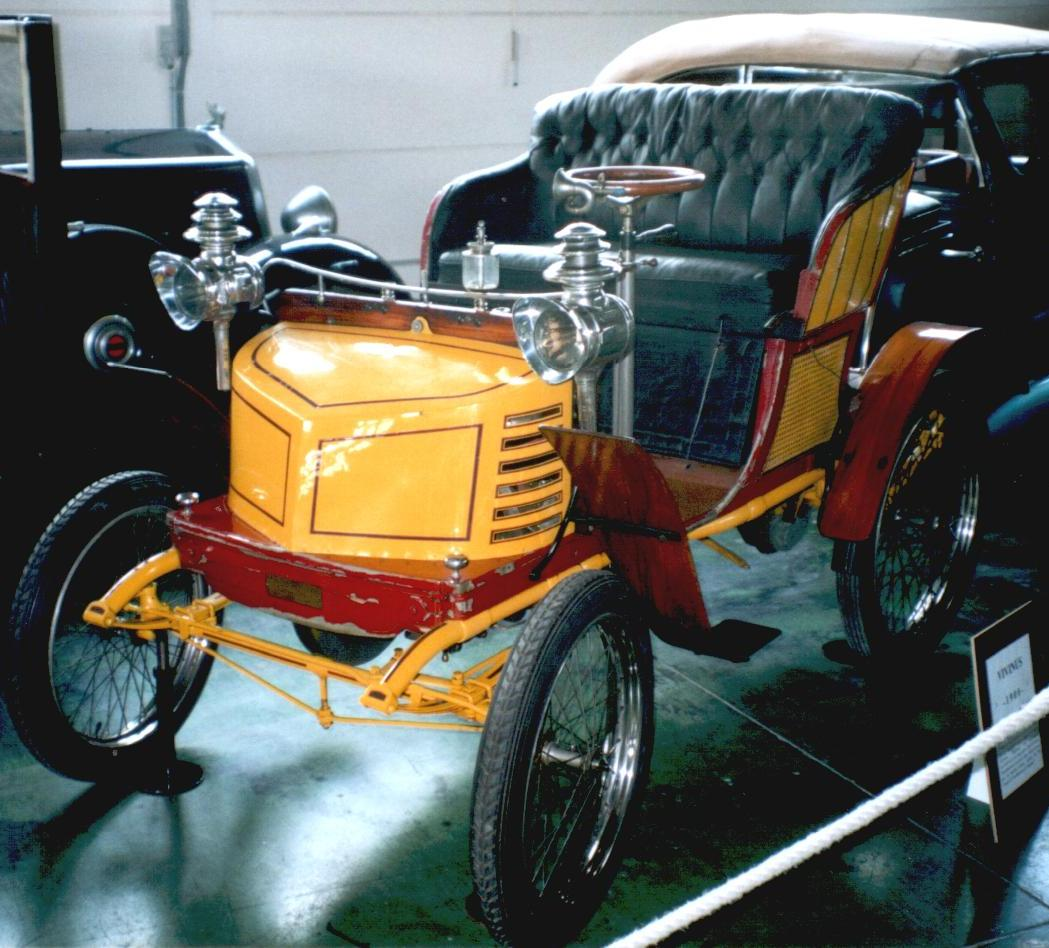
Vivinus 1900

Vivinius var 1899-1912 ett belgiskt bilfabrikat som var populärt även i England, Frankrike, Tyskland och Sverige. Alexis VIVINUS, en fransk ingenjör, föddes i Stenay 1860 och flyttade till Belgien 1888. År 1896 utvecklade han en liten motor på en hästkrafter för användning på en cykel. Mötet mellan Alexis Vivinus och greve Jacques de Liedekerke 1899 var avgörande för skapandet av Société des Ateliers VIVINUS. Den första VIVINUS, som massproducerades 1899, var en liten tvåsitsig bil som drevs av en luftkyld encylindrig motor. Motorn på 3,5 hk tillät en hastighet på upp till 25 km/h. År 1900 sattes en något större 7 hk motor med en toppfart på 56 km/h i produktion. Det var en luftkyld tvåcylindrig motor som bestod av två tvärmonterade kopplade block. Kraften överfördes via en 2-växlad växellåda och remdrift. VIVINUS såldes i England under varumärket "NEW ORLEANS", i Frankrike under varumärket "PONEY AUTOMOBILE" och i Tyskland under varumärket "DAK". År 1901 började VIVINUS utveckla vattenkylda motorer. Han ägnade sig åt tillverkning av bilar med medelstor slagvolym (4 cylindrar med 15/18 hk med axelväxellåda samt 6-cylindriga motorer). År 1905 lämnade han sin verkstad på Rue du Progrès och flyttade till nya, rymligare lokaler på Rue Destouvelles i Bryssel. VIVINUS deltog också i motorsport. Med framgångar vid Liedekerke Cup 1906, 1907 och 1909 samt vid den stora bildagen i Tervuren i oktober 1909. (VIVINUS typ L med 3,7 liters slagvolym) Men VIVINUS var också intresserad av flygteknik (luftskepp och flygplan) och sjöfart, ett område där hans motorer var mycket uppskattade. Företagets ekonomiska situation blev så prekär att det gick i likvidation 1911. Tillverkningen av 2- och 6-cylindriga bilar hade upphört sedan 1907 och när VIVINUS upphörde med sin verksamhet 1912 omfattade bilprogrammet fortfarande tre 4-cylindriga modeller med 10/12 hk, 16/20 hk och 24/30 hk. År 1912 tog "Fabrique Automobile Belge" (FAB) över lokalerna på Rue Destouvelles i Schaerbeek, medan Alexis VIVINUS, efter en kort representation av det franska märket "CLEMENT-BAYARD" i Belgien, anställdes av MINERVA i Antwerpen, där han tog hand om utvecklingen av märkets berömda 40 hk-motor i spetsen för Minerve. Alexios Vivinus var utan tvekan en begåvad ingenjör som formade 1900-talets första decennium. År 1912 registrerades 68 Vivinius enbart i Stockholm. Bilarna tillverkades av Ateliers Vivinus S.A. i Schaerbeek, Bryssel, Belgien. 
Vivinius Inregistrerade i Stockholm (1912) A 
- A-367 ⋅ A-914 ⋅ A-1309 ⋅ A-1699
- A-427 ⋅ A-915 ⋅ A-1315 ⋅ A-1747
- A-512 ⋅ A-941 ⋅ A-1322 ⋅ A-1772
- A-643 ⋅ A-963 ⋅ A-1338 ⋅ A-1791
- A-653 ⋅ A-985 ⋅ A-1339 ⋅ A-1811
- A-656 ⋅ A-990 ⋅ A-1350
- A-665 ⋅ A-1006⋅ A-1411
- A-666 ⋅ A-1012⋅ A-1420
- A-667 ⋅ A-1013⋅ A-1431
- A-668 ⋅ A-1014⋅ A-1434
- A-679 ⋅ A-1015⋅ A-1451
- A-686 ⋅ A-1066⋅ A-1461
- A-694 ⋅ A-1150⋅ A-1491
- A-696 ⋅ A-1151⋅ A-1516
- A-818 ⋅ A-1159⋅ A-1517
- A-819 ⋅ A-1160⋅ A-1518
- A-820 ⋅ A-1161⋅ A-1541
- A-821 ⋅ A-1166⋅ A-1596
- A-822 ⋅ A-1167⋅ A-1604
- A-894 ⋅ A-1173⋅ A-1642
- A-900 ⋅ A-1174⋅ A-1662

Med en årsproduktion på cirka 200 fordon är andelen 68 bilar i Stockholm betydande.
Vivinius Inregistrerade i Skaraborgs län (1920) R 
- R-166 (4-cylindrig ; 20 hk ; 6 Pers.)

––––––––––––––––––––––––––––––––––––––––––––––
- Vivinius för 6 å 7 personer [5]